# Euphysa arenicola
Euphysa arenicola är en nässeldjursart som först beskrevs av Luitfried von Salvini-Plawen 1987.  Euphysa arenicola ingår i släktet Euphysa och familjen Euphysidae. Inga underarter finns listade i Catalogue of Life.